# Latinská rčení
Toto je seznam latinských rčení.
Latina měla na evropskou kulturu hluboký a dlouho trvající vliv. Od římské antiky přes křesťanství a humanismus až do 18. století byla samozřejmým jazykem vzdělaných lidí. Dodnes se v některých oborech pracuje s latinskými názvy, užívají se různé obraty a ve starší literatuře se najde množství latinských citátů. Protože se předpokládalo, že všichni latinsky rozumějí, obvykle se nepřekládaly. Dnes tomu tak není a jakousi pomoc znamenají seznamy latinských obratů, rčení a přísloví.
Protože je jich mnoho, jsou seřazena podle abecedy a rozdělena podle počátečních písmen.
A
B
C
D
E
F
G
H
I
L
M
N
O
P
Q
R
S
T
U
V